# Brad Little
Brad Little (hay Bradley Jay Little, sinh ngày 15 tháng 2 năm 1954) là một chính trị gia người Mỹ. Ông hiện là Thống đốc thứ 33 của tiểu bang Idaho kể từ tháng 1 năm 2019. Ông nguyên là Phó Thống đốc thứ 42 của Idaho từ năm 2009 đến năm 2019; Thượng nghị sĩ Thượng viện Idaho từ năm 2001 đến năm 2009, là chủ trì cuộc họp kín phe đa số và đại diện cho các khu vực bầu cử số tám và 11 của Hội đồng Lập pháp. Ông đã giành chiến thắng trong cuộc bầu cử Thống đốc năm 2018 trước ứng cử viên Đảng Dân chủ Paulette Jordan, chiến thắng kỳ tổng tuyển chứ thứ bảy liên tiếp cho Đảng Cộng hòa ở Idaho.
Brad Little là Đảng viên Đảng Cộng hòa, học vị Cử nhân Kinh doanh nông nghiệp, chính trị gia bảo thủ. Ông là thành viên của gia đình Little, một dòng họ sở hữu, chuyên kinh doanh nông nghiệp và chăn nuôi gia súc, đặc biệt là loài cừu ở tiểu bang Idaho.

## Xuất thân, giáo dục và thời kỳ đầu

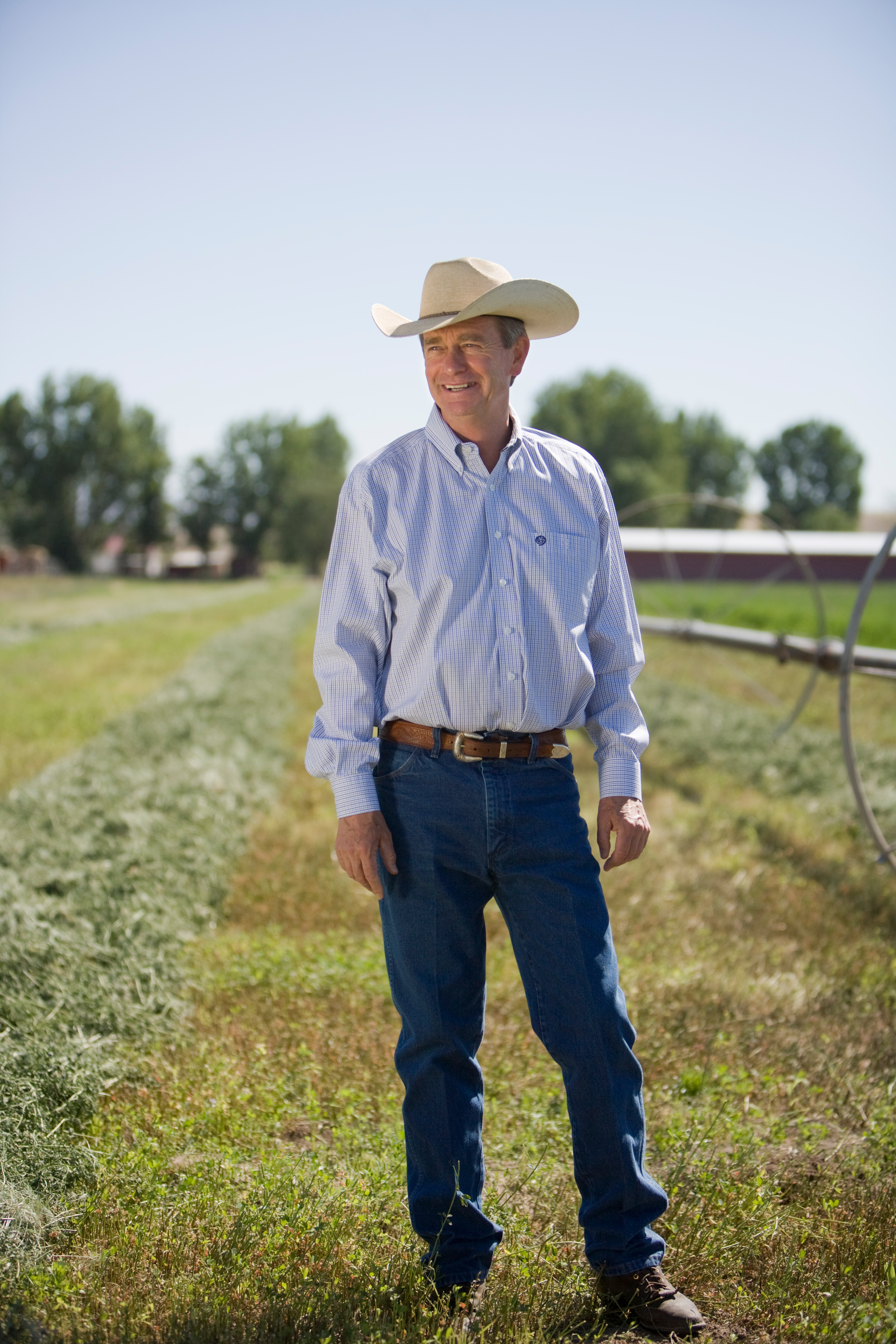
Brad Little tại trang trại gia đình.

Brad Little sinh ra ở thành phố Emmett, quận Gem, Idaho, Hoa Kỳ, tên khai sinh là Bradley Jay Little. Ông lớn tên và theo học trường công ở quê nhà, tốt nghiệp Trường Trung học Emmett năm 1972. Sau đó, ông theo học Đại học Idaho ở thành phố Moscow Bắc Idaho, tốt nghiệp Cử nhân Khoa học chuyên ngành Kinh doanh nông sản năm 1976. Trong thời gian học đại học, ông là thành viên của nhóm huynh đệ Phi Delta Theta. Sau khi tốt nghiệp, Brad Little quay trở về quê hương, làm việc cùng gia đình. Ông có một sự nghiệp song hành hai lĩnh vực: đồng thời phụ trách trang trại của gia đình mình và hoạt động trong ngành dịch vụ công tiểu bang. Ông nội của ông, Andrew James Bell Little là Idaho Sheep King, bố của ông, David Little là Thượng nghị sĩ Idaho. Trong các kỳ họp của Hội đồng Lập pháp Idaho, ông đã đại diện cho bố mình, được bổ nhiệm làm Thượng nghị sĩ tiểu bang tạm thời vì bố của ông bị bệnh. Trong thời gian đó, ông phục vụ trong Ủy ban Tài chính và Nguồn lực tiểu bang. Brad Little cũng quản lý trang trại Little Land & Livestock của gia đình mình trong 30 năm cho đến khi con trai của ông quản lý khi ông nhậm chức Phó Thống đốc. Ông tiếp tục là người đứng đầu Little Enterprises, Inc, một công ty đa dạng về nông nghiệp và chăn nuôi gia súc.
Brad Little cũng đã tham gia vào nhiều tổ chức và công ty tư nhân có trụ sở tại Idaho và Mountain West. Ông là cựu Chủ tịch của Hiệp hội Thương mại và Công nghiệp Idaho (IACI), "The Voice of Business in Idaho", và là thành viên của hội đồng quản trị trong hai mươi năm (1981 – 2001). Ông cũng là cựu Phó Chủ tịch của Idaho Community Foundation và Emmett Public School Foundation, và là Cựu Giám đốc của Idaho Woolers Association và University of Idaho Foundation. Trước đó, ông cũng đã từng làm việc trong Ban Giám đốc của Ngân hàng Liên bang Home, một ngân hàng khu vực nhỏ có trụ sở tại Idaho, gần đây được mua lại bởi Ngân hàng Cascades, hãng High Country News và hãng Idaho Foundation for Excellence in Education.

## Sự nghiệp

### Thượng viện Idaho
Brad Little được Thống đốc Idaho Dirk Kempthorne bổ nhiệm để lấp chỗ trống thượng viện bang vào tháng 5 năm 2001, và đại diện cho khu vực bầu cử số tám, bao gồm một phần của quận Gem xung quanh và phía Bắc của quận Emmett, và tất cả các quận Boise, Valley và Adams, cùng phần phía Nam của quận Idaho. Sau sự thay đổi về ranh giới quận do tái phân chia khu vực trong năm 2001 – 2002, Brad Little được bầu vào mùa thu năm 2002 ở quận số 11, sau đó bao gồm toàn bộ quận Gem và phần phía Bắc của quận Canyon, bao gồm các khu cộng đồng Middleton và Parma. Sau đó, ông đã được tái đắc cử Thượng nghị sĩ từ khu vực bầu cử thứ 11 bốn lần. Ông cũng được bầu vào năm 2003 bởi các Đảng viên Đảng Cộng hòa của mình vào vị trí lãnh đạo đảng của phụ trách phiên họp kién đa số ở Hội đồng Lập pháp Idaho, giữ vị trí cho đến năm 2009.
Trong thời gian công tác ở Thượng viện tiểu bang, Brad Little là thành viên của các Ủy ban Các vấn đề nông nghiệp 2002; Ủy ban Tài nguyên và Môi trường 2002; Ủy ban Các vấn đề tiểu bang 2003 – 2009; Ủy ban Tài nguyên & Môi trường 2003 – 2009; Ủy ban Giao thông vận tải 2003 – 2009; Ủy ban Triển vọng kinh tế và Ủy ban Đánh giá doanh thu Idaho.

### Phó Thống đốc Idaho

#### Nhậm chức
Vào tháng 1 năm 2009, Thống đốc Butch Otter bổ nhiệm Brad Little vào văn phòng Phó Thống đốc để lấp chỗ trống do cựu Phó Thống đốc Jim Risch đắc cử vào Thượng viện Hoa Kỳ trong chu kỳ bầu cử năm 2008. Brad Littletuyên thệ nhậm chức vào ngày 6 tháng 1 năm 2009, và được xác nhận bởi sự đồng ý nhất trí khi Thượng viện Idaho họp vào ngày 12 tháng 1 năm 2009. Sau đó, ông đã được bầu làm Phó Thống đốc vào năm 2010, đánh bại hai đối thủ trong cuộc bầu cử sơ bộ, và hai đối thủ trong tổng tuyển cử từ các Đảng Dân chủ và Đảng Hiến pháp. Ông đã được bầu lại làm Thống đốc vào năm 2014.

#### Nhiệm kỳ

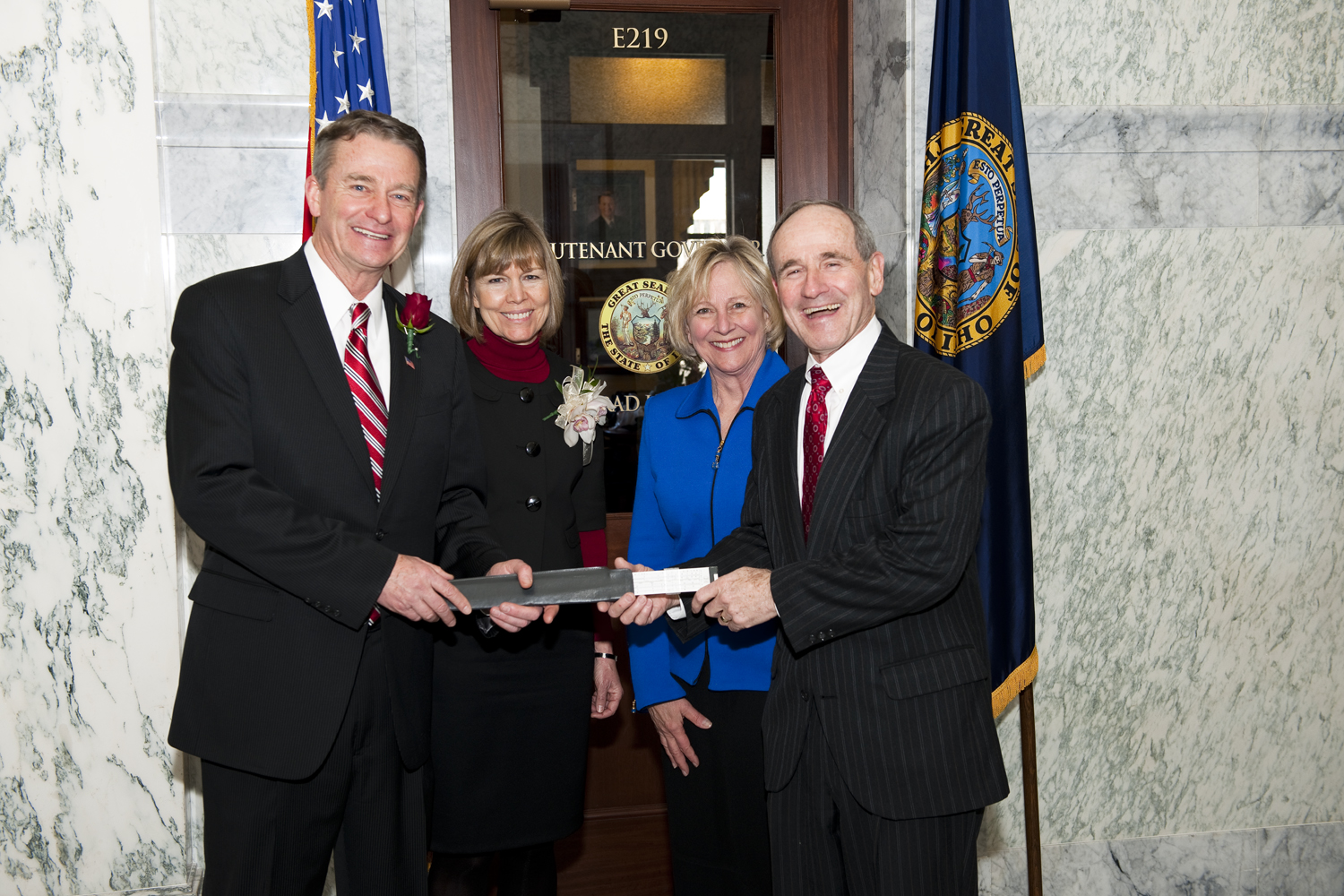
Gia đình Little và gia đình Thượng nghị sĩ Jim Risch năm 2011.

Brad Little tập trung vào phát triển kinh tế với tư cách là Phó Thống đốc, ông đã giúp thuyết phục nhà sản xuất thanh năng lượng Clif Bar & Company xây dựng một nhà máy sản xuất thực phẩm mới ở tiểu bang vào năm 2013. Ông cũng đã tham gia và lãnh đạo một số nhiệm vụ thương mại, dẫn đầu một Phái đoàn hữu nghị đến Xứ Basque ở Tây Ban Nha vào năm 2010, trong đó ông đã gặp Chủ tịch Chính phủ Basque Patxi López. Trong cuộc họp này, Brad Little và Patxi López đã đồng ý thành lập Văn phòng Phát triển Kinh tế Basque tại Boise, Idaho, cung cấp các nguồn lực và dịch vụ cho các công ty Idaho và Basque để dễ dàng hợp tác nghiên cứu, bán hàng và các chương trình hợp tác. Ít lâu sau hai bên đã ký Thỏa thuận hữu nghị Euskadi-Idaho, khẳng định tình hữu nghị và mối quan hệ văn hóa giữa Xứ Basque và Idaho, là nơi cư trú của cộng đồng Basque lớn nhất bên ngoài Tây Ban Nha.
Brad Little cũng là thành viên của phái đoàn thương mại Idaho năm 2011 đi đến Mexico và Brazil. Chuyến đi này đã củng cố các mối quan hệ thương mại chính và thiết lập khách hàng mới cho các doanh nghiệp Idaho. Bộ Thương mại Idaho ước tính rằng sứ mệnh đã mang lại doanh thu hơn 30 triệu USD. Trong phiên họp của Hội đồng Lập pháp năm 2014, Brad Little đã tài trợ cho Dự luật 1354 của Thượng viện, một dự luật bảo vệ các công ty khỏi lạm dụng hoặc những lời khẳng định thiếu thiện chí về việc vi phạm bằng sáng chế để thu một khoản phí cấp phép quá lớn.

### Thống đốc Idaho

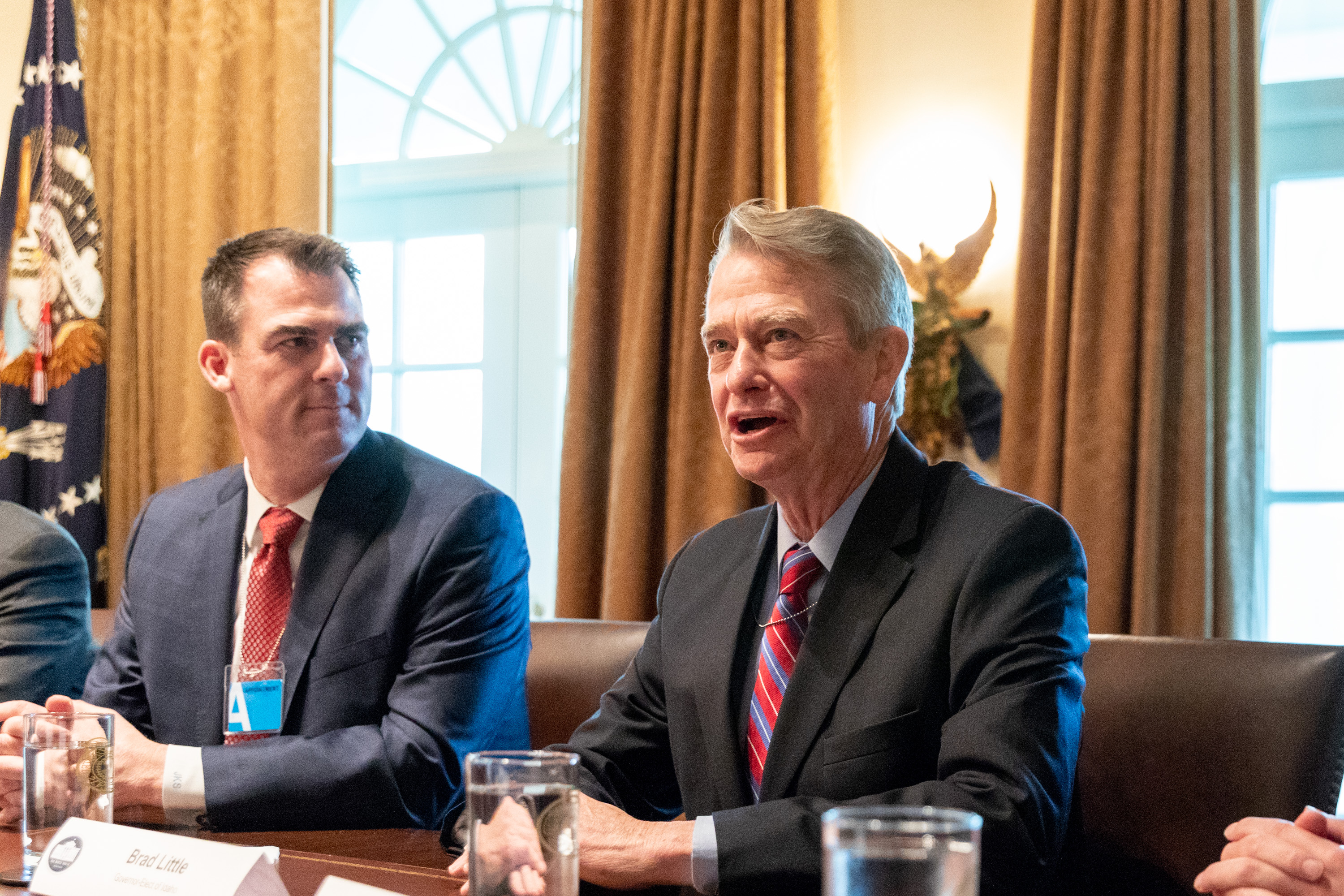
Thống đốc đắc cử Brad Little và Kevin Stitt gặp Tổng thống Donald Trump năm 2018.

Vào tháng 6 năm 2016, Brad Little tuyên bố ứng cử vào cuộc bầu cử Thống đốc bang Idaho vào năm 2018. Ông được tán thành bởi Thống đốc đương nhiệm Butch Otter, cựu Thống đốc Dirk Kempthorne và Phil Batt, Thượng nghị sĩ Hoa Kỳ Jim Risch. Trong chiến dịch tranh cử của mình, ông đã kêu gọi giảm 350 triệu USD huế thu nhập tiểu bang và xóa bỏ thuế hàng tạp hóa Idaho. Brad Little đã giành chiến thắng trong cuộc bầu cử sơ bộ của Đảng Cộng hòa Idaho, đánh bại Hạ nghị sĩ Raúl Labrador và doanh nhân Tommy Ahlquist với 37,3% phiếu bầu. Trong cuộc tổng tuyển cử vào tháng 11, ông đã đánh bại Paulette Jordan, ứng cử viên của Đảng Dân chủ Idaho với hơn 130.000 phiếu bầu. Vào tháng 3 năm 2020, trong Đại dịch coronavirus, ông phu trách chỉ huy chống dịch ở Idaho.
Về xã hội: trong nhiệm kỳ của mình, ông ký hai dự luật thành luật đề cập đến những cá nhân chuyển giới, gồm cấm phụ nữ và trẻ em gái chuyển giới tham gia thi đấu trong các môn thể thao dành cho phụ nữ, với lý do có thể có những lợi thế về thể chất không công bằng. Dự luật thứ hai là HB 509, cấm người chuyển giới thay đổi giới tính trên giấy khai sinh của họ và vi phạm phán quyết của Tòa án Liên bang từ năm 2018.

## Lịch sử tranh cử
| Đảng          | Đảng          | Thành viên     | Phiếu bầu | %     |
| ------------- | ------------- | -------------- | --------- | ----- |
|               | Cộng hòa      | Brad Little    | 72,518    | 37,3  |
|               | Cộng hòa      | Raúl Labrador  | 63,460    | 32,6  |
|               | Cộng hòa      | Tommy Ahlquist | 50,977    | 26,2  |
|               | Cộng hòa      | Lisa Marie     | 3,390     | 1,7   |
|               | Cộng hòa      | Steve Pankey   | 2,701     | 1,4   |
|               | Cộng hòa      | Harley Brown   | 874       | 0,4   |
|               | Cộng hòa      | Dalton Cannady | 528       | 0.3   |
| Tổng số phiếu | Tổng số phiếu | Tổng số phiếu  | 194,448   | 100.0 |

| Tổng tuyển cử Thống đốc Idaho 2018 | Tổng tuyển cử Thống đốc Idaho 2018 | Tổng tuyển cử Thống đốc Idaho 2018 | Tổng tuyển cử Thống đốc Idaho 2018 | Tổng tuyển cử Thống đốc Idaho 2018 | Tổng tuyển cử Thống đốc Idaho 2018 |
| Đảng                               | Đảng                               | Ứng cử viên                        | Số phiếu                           | %                                  | ±                                  |
| ---------------------------------- | ---------------------------------- | ---------------------------------- | ---------------------------------- | ---------------------------------- | ---------------------------------- |
|                                    | Cộng hòa                           | Brad Little                        | 361.661                            | 59,76%                             | +6,24%                             |
|                                    | Dân chủ                            | Paulette Jordan                    | 231.081                            | 38,19%                             | -0,36%                             |
|                                    | Tự do                              | Bev "Angel" Boeck                  | 6.551                              | 1,08%                              | -2,99%                             |
|                                    | Độc lập                            | Lisa Marie                         | 51                                 | 0.0%                               | N/A                                |
| Tổng số phiếu                      | Tổng số phiếu                      | Tổng số phiếu                      | 605.131                            | 100.00%                            | N/A                                |
|                                    | Cộng hòa Giữ ghế                   |                                    |                                    |                                    |                                    |

## Đời tư
Brad Little và Teresa Soulen đến từ thành phố Weiser, Idaho kết hôn vào tháng 5 năm 1978. Gia đình sống ở Emmett, có hai con trai và năm cháu.